# Розпуск Священної Римської імперії
Розпуск Священної Римської імперії — ліквідація Священної Римської імперії німецької нації, яка відбулася 6 серпня 1806 року після того як останній імператор Франц II зрікся імператорського престолу і звільнив всі держави імперії від їхніх загальноімперських зобов'язань. Розпуск Священної Римської імперії був закономірним наслідком тривалого процесу її децентралізації, який почався ще в середині XIV століття після «Золотої булли» Карла IV і посилився після Тридцятилітньої війни. 

## Причини ліквідації імперії
Священна Римська імперія утворилася в 962 році. Однак, в XIII столітті імператорська влада ослабла, посилюється феодальна роздробленість. Дробленню держави на уділи феодалів і церкви сприяла «Золота булла» 1356 року. У XVI столітті в склад імперії входили 173 світські володіння, 136 церковних володінь та 85 імперських міст. Унаслідок Реформації в імперії посилилася влада князів. Вестфальський мирний договір 1648 року остаточно закріпив роздробленість Німеччини. У XVIII столітті набирають сили Пруссія, Австрійська монархія Габсбургів, Баварія, Баден та інші німецькі держави. Імперія фактично існувала лише на папері. Імператори Священної Римської імперії мали лише номінальну владу, не існувало єдиного війська і єдиної фінансової системи. 
Поштовхом до ліквідації імперії стали наполеонівські війни. Після поразки у війні з Францією у 1797 році в імперії почався процес секуляризації церковних володінь. Раштаттський конгрес 1798 року офіційно затвердив секуляризацію всіх церковних держав, окрім архієпископств Кельна, Тріра, Майнца бо ці архієпископи брали участь у виборах імператора. 
За Люневільським мирним договором 1801 року імперія втратила території на Рейні, які відійшли до Франції. Імператор Франц II вирішив компенсувати правителів, які втратили землі на Рейні шляхом передачі їм нових володінь. У 1801-1803 роках було здійснено Велику медіатизацію, за якою було ліквідовано 70 духовних держав і 35 імперських міст. Разом з цим почалася ліквідація володінь імперських лицарів.

## Акт про розпуск імперії (1806)
У 1804 році імператор Франц II проголосив себе австрійським імператором у відповідь на коронацію Наполеона французьким імператором. Франц був схильний до ліквідації Священної Римської імперії для посилення позицій Австрії. 
Після поразки Австрії у війні Третьої коаліції у 1805 році за Пресбурзьким миром Франц II визнав Баварію та Вюртемберг королівствами. Таким чином ці держави здобули самостійність і фактично вийшли з імперії. 12 липня 1806 року ряд німецьких держав утворили Рейнський союз під протекцією Наполеона. Незабаром Наполеон висунув Францу II вимогу зректися престолу імператора Священної Римської імперії, інакше французькі війська вторгнуться у Австрію. 
6 серпня 1806 року Франц II зрікся престолу імператора Священної Римської імперії і звільнив імперські чини, стани, князівства від виконання імперської конституції. Священна Римська імперія була розпущена.